# Heliport Ceuta
Heliport Ceuta (hiszp. Helipuerto de Ceuta, kod IATA: JCU, kod ICAO: GECE) – heliport w Hiszpanii w Ceucie. Jest to pierwsze lądowisko dla helikopterów w Hiszpanii, zbudowane i zarządzane przez AENĘ. Jego budowa miała na celu szybkie połączenie Ceuty z kontynentalną Hiszpanią.

## Linie lotnicze i połączenia
| Linia Lotnicza | Kierunek               |
| -------------- | ---------------------- |
| Hélity         | 1. Algeciras 2. Malaga |